# Маркиз де Сахара

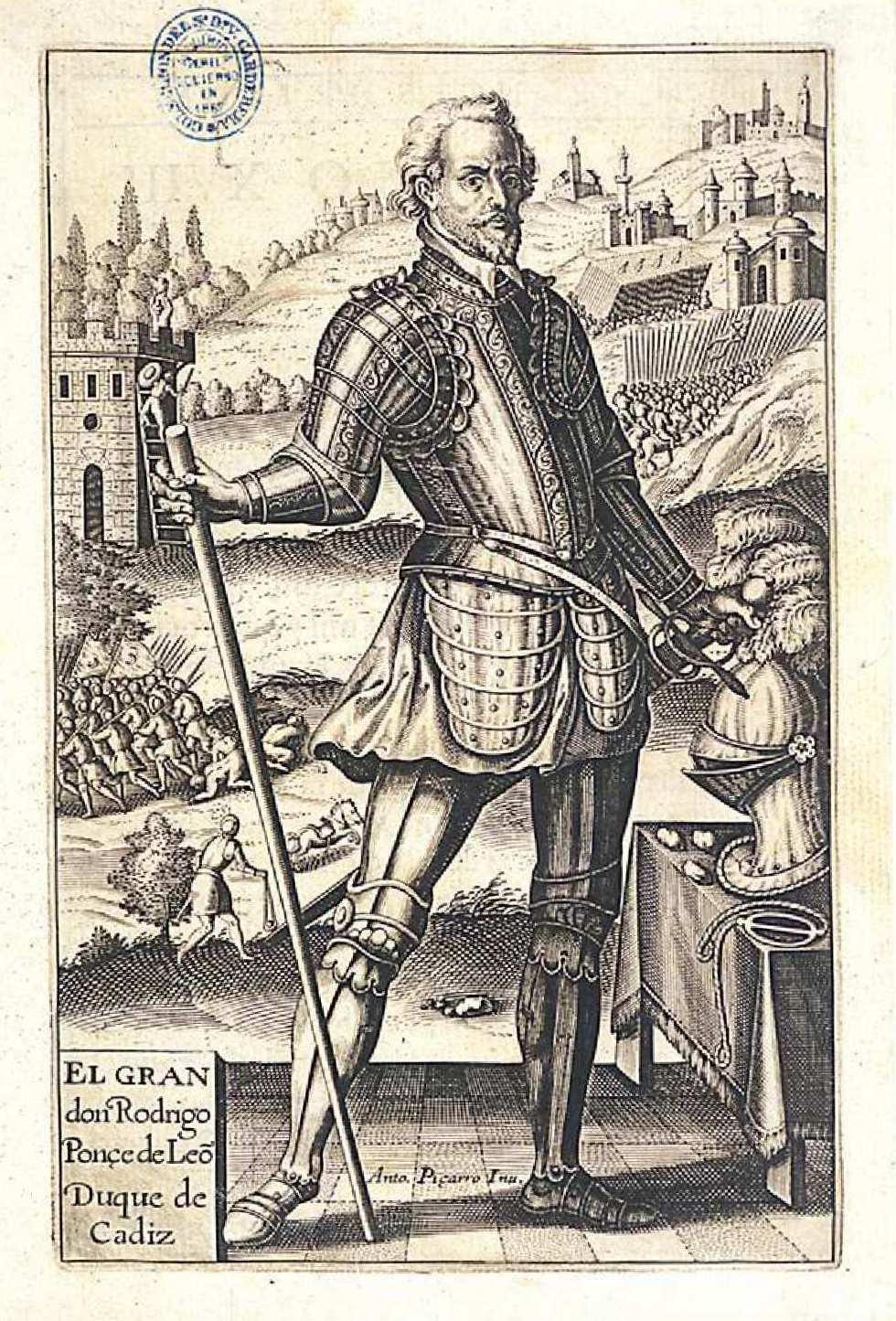
Родриго Понсе де Леон (1443—1492), 1-й маркиз де Сахара, 1-й герцог де Кадис

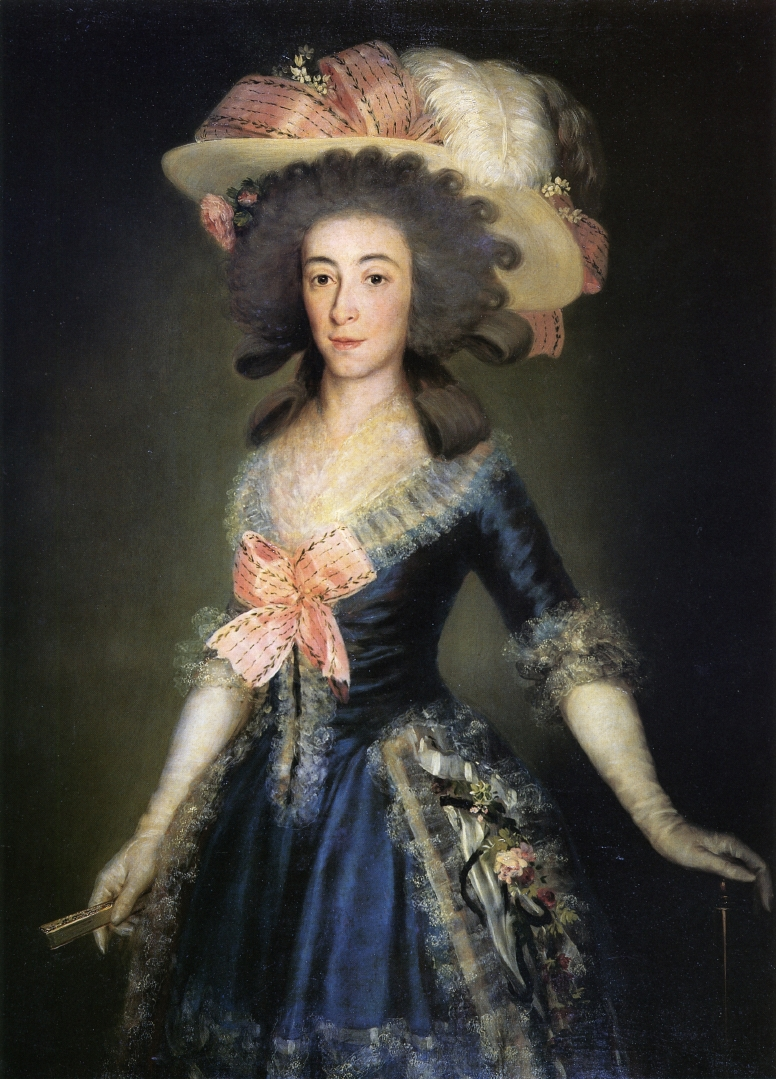
Мария Хосефа Пиментель и Тельес-Хирон (1750—1834), 14-я маркиза де Сахара, 12-я герцогиня де Бенавенте

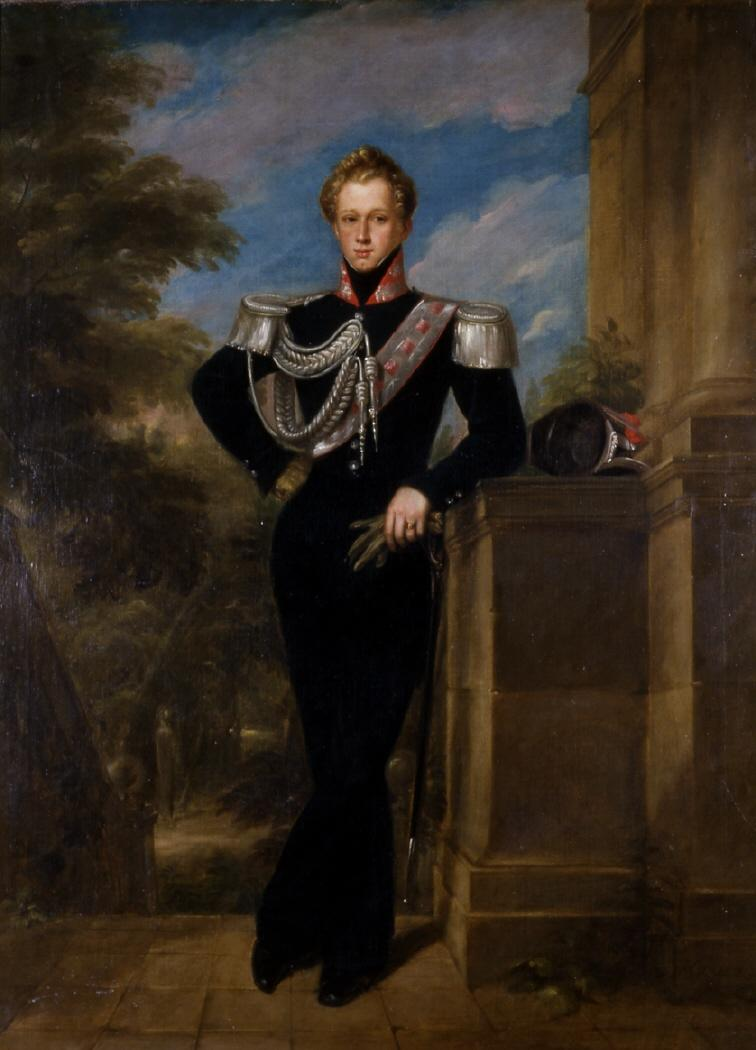
Мариано Тельес-Хирон (1814—1882), 12-й герцог де Осуна, 15-й герцог де Аркос, 17-й маркиз де Сахара

Маркиз де Сахара — испанский дворянский титул. Он был создан 20 мая 1492 года королевой Изабеллой Кастильской для Родриго Понсе де Леона и Нуньеса (1443—1492), 3-го графа де Аркос.
Названия маркизата происходит от названия муниципалитета Саара-де-ла-Сьерра, провинция Кадис, автономное сообщество Андалусия.
Титул маркиза де Сахара традиционно носил в качестве титула учтивости наследник дома герцогов де Аркос.

## Маркизы де Сахара
- Родриго Понсе де Леон и Нуньес (1443—1492), 1-й маркиз де Сахара, 1-й герцог де Кадис и 2-й маркиз де Кадис, 10-й сеньор де Марчена. Сын Хуана Понсе де Леона и Айала (1400—1471), 2-го маркиза де Кадис и 2-го графа де Аркос, 9-го сеньора де Марчена, от второго брака с Леонор Нуньес.
- Родриго Понсе де Леон и Понсе де Леон[исп.] (? — 1530), 2-й маркиз де Сахара, 4-й граф де Аркос и 1-й герцог де Аркос, внук предыдущего. Сын Франсиски Понсе де Леон, 3-й маркизы де Кадис, и Луиса Понсе де Леона Фигероа, сеньора де Вильягарсия.
- Луис Кристобаль Понсе де Леон и Тельес-Хирон[исп.] (1528—1573), 3-й маркиз де Сахара, 2-й герцог де Аркос. Сын предыдущего и Марии Тельес-Хирон и Веласко.
- Родриго Понсе де Леон и Суарес де Фигероа (ок. 1545—1630), 4-й маркиз де Сахара, 3-й герцог де Аркос. Сын предыдущего и Марии де Толедо и Фигероа де Кордовы
- Луис Понсе де Леон и Суньига (1573—1605), 5-й маркиз де Сахара. Сын предыдущего и Терезы де Суньиги.
- Родриго Понсе де Леон и Альварес де Толедо[исп.] (1602—1658), 6-й маркиз де Сахара, 4-й герцог де Аркос, 4-й граф де Касарес, 6-й граф де Байлен и 11-й сеньор де Марчена. Старший сын предыдущего и Виктории Альварес Колонна де Толедо.
- Франсиско Понсе де Леон (? — 1673), 7-й маркиз де Сахара, 5-й герцог де Аркос. Старший сын предыдущего и Анны Франсиски Фернандес де Арагон и Кардоны.
- Мануэль Понсе де Леон (1633—1693), 8-й маркиз де Сахара, 6-й герцог де Аркос. Младший брат предыдущего, сын Родриго Понсе де Леона и Альварес де Толедо, 4-го герцога де Аркос, и Анны Франсиски Фернандес де Арагон и Кардона.
- Хоакин Понсе де Леон и Ланкастр (1666—1729), 9-й маркиз де Сахара, 7-й герцог де Аркос. Старший сын предыдущего и Марии де Ланкастр (1630—1715), 6-й герцогини де Авейро.
- Хоакин Каэтано Понсе де Леон (? — 1743), 10-й маркиз де Сахара, 8-й герцог де Аркос, 11-й герцог де Македа. Старший сын предыдущего и Анны Марии Спинолы де ла Серды.
- Мануэль Понсе де Леон и Спинола (1719—1744), 11-й маркиз де Сахара, 9-й герцог де Аркос, младший брат предыдущего.
- Франсиско Понсе де Леон (? — 1763), 12-й маркиз де Сахара, 10-й герцог де Аркос, младший брат предыдущего, сын Хоакина Понсе де Леона и Ланкастра, 7-го герцога де Аркос, и Анны Марии Спинолы де ла Серды.
- Антонио Понсе де Леон[исп.] (1726—1780), 13-й маркиз де Сахара, 11-й герцог де Аркос. Младший брат предыдущего. Был бездетным.
- Мария Хосефа Пиментель и Тельес-Хирон (1750—1834), 14-я маркиза де Сахара, 12-я герцогиня де Аркос, 13-я герцогиня де Бехар, дочь Франсиско Альфонсо-Пиментеля и Борха (1706—1763), 11-го герцога де Бенавенте, и Марии Фаустины Тельес-Хирон и Перес де Гусман (1724—1797).
- Франсиско де Борха Тельес-Хирон и Пиментель (1785—1820), 15-й маркиз де Сахара, 14-й герцог де Бехар, 15-й герцог де Гандия, 13-й герцог де Аркос, 13-й маркиз де Ломбай, 11-й маркиз де Пеньяфьель, граф де Майорга, граф де Фонтанар, граф д Бенавенте и 9-й граф де Пинто. Сын Педро де Алькантары Тельес-Хирон и Пачеко, 9-го герцога де Осуна, и Марии Хосефы Пиментель и Тельес-Хирон, 12-й герцогини де Бенавенте.
- Педро де Алькантара Тельес-Хирон и Бофорт-Спонтин (1810—1844), 16-й маркиз де Сахара, 14-й герцог де Аркос, 15-й герцог де Гандия, 15-й герцог де Бехар, 14-й герцог дель Инфантадо, 14-й герцог де Пласенсия, 11-й герцог де Мандас-де-Вильянуэва, 13-й герцог де Медина-де-Риосеко, 11-й герцог де Осуна, 13-й герцог де Лерма и т. д. Старший сын предыдущего и Франсуазы де Спонтин, графини де Бофорт (1785—1830)
- Мариано Тельес-Хирон и Бофорт-Спонтин (1814—1882), 17-й маркиз де Сахара, 15-й герцог де Аркос, 15-й герцог дель Инфантадо, 15-й герцог де Бехар, 15-й герцог де Пласенсия, 16-й герцог де Гандия, 12-й герцог де Мандас-де-Вильянуэва, 14-й герцог де Медина-де-Риосеко, 12-й герцог де Лерма, 11-й герцог де Пастрана, 11-й герцог де Эстремера, 16-й маркиз де Тавара, 11-й герцог де Франкавилья и т. д. Младший брат предыдущего.
- Франсиско де Сильва-Базан и Фернандес де Энестроса (1871 — ?), 18-й маркиз де Сахара, 11-й граф Пье-де-Конча. Сын Луиса де Сильва-Базан и Фернандеса де Кордовы (1845—1918), 10-го графа де Пье-де-Конча, и Марии де лос Долорес Фернандес де Энестросы и Фернандес де Кордовы (1847—1873).
- Луис де Сильва и Гойенече (1897 — ?), 19-й маркиз де Сахара, сын предыдущего и Марии дель Консуэло Гойенече де ла Пуэнте (1871—1912)
- Хуан де Сильва и Гойенече (1897—1964), 20-й маркиз де Сахара, 2-й герцог де Талавера-де-ла-Рейна, брат предыдущего.
- Альваро де Сильва и Масорро (род. 1938), 21-й маркиз де Сахара, 4-й герцог де Талавера-де-ла-Рейна, сын предыдущего и Серафины Масорро и Ромеро (1900—1973).